# Mannophryne speeri
Espèce
Statut de conservation UICN

 DD  : Données insuffisantes
Mannophryne speeri est une espèce d'amphibiens de la famille des Aromobatidae.

## Répartition
Cette espèce est endémique de l'État de Lara au Venezuela. Elle se rencontre à 960 m d'altitude dans la Sierra de Portuguesa.

## Étymologie
Cette espèce est nommée en l'honneur de Jason W. Speer.

## Publication originale
- La Marca, 2009 : A frog survivor (Amphibia: Anura: Aromobatidae: Mannophryne) of the traditional coffee belt in the Venezuelan Andes. Herpetotropicos, vol. 5, no 1, p. 49-56 (texte intégral).